# ギャビン・ヴィリエール
ギャビン・ヴィリエール（Gabin Villière、1995年12月13日 - ）は、トップ14、RCトゥーロンに所属するラグビーユニオン選手。

## プロフィール
- フランス・ヴィール出身。
- ポジションはウィング(WTB)。
- 身長 180cm、体重 88kg
- フランス代表キャップは12(2022年3月現在)。
- 7人制フランス代表に選ばれたことがある[1]。

## 略歴
ルーアンを経て、2019年、RCトゥーロンに加入。 